# Алендарова
Алендарова (болг. Алендарова) — село в Болгарии. Находится в Пазарджикской области, входит в общину Велинград. Население составляет 263 человека.

## Политическая ситуация
В местном кметстве Света Петка, в состав которого входит Алендарова, должность кмета (старосты) исполняет Муса Мехмед Мандраджиев (Зелёные) по результатам выборов.
Кмет (мэр) общины Велинград — Иван Георгиев Лебанов (независимый) по результатам выборов.